# دانيال دولان
دانيال دولان (بالإنجليزية: Daniel Dolan)‏ هو كاهن كاثوليكي أمريكي، ولد في 28 مايو 1951 في ديترويت في الولايات المتحدة.